# Tanytarsus luctuosus
Tanytarsus luctuosus är en tvåvingeart som beskrevs av Freeman 1958. Tanytarsus luctuosus ingår i släktet Tanytarsus och familjen fjädermyggor.
Artens utbredningsområde är Zimbabwe. Inga underarter finns listade i Catalogue of Life.